# PostFinance Top Scorer
 (mars 2017).
Si vous disposez d'ouvrages ou d'articles de référence ou si vous connaissez des sites web de qualité traitant du thème abordé ici, merci de compléter l'article en donnant les références utiles à sa vérifiabilité et en les liant à la section « Notes et références ».

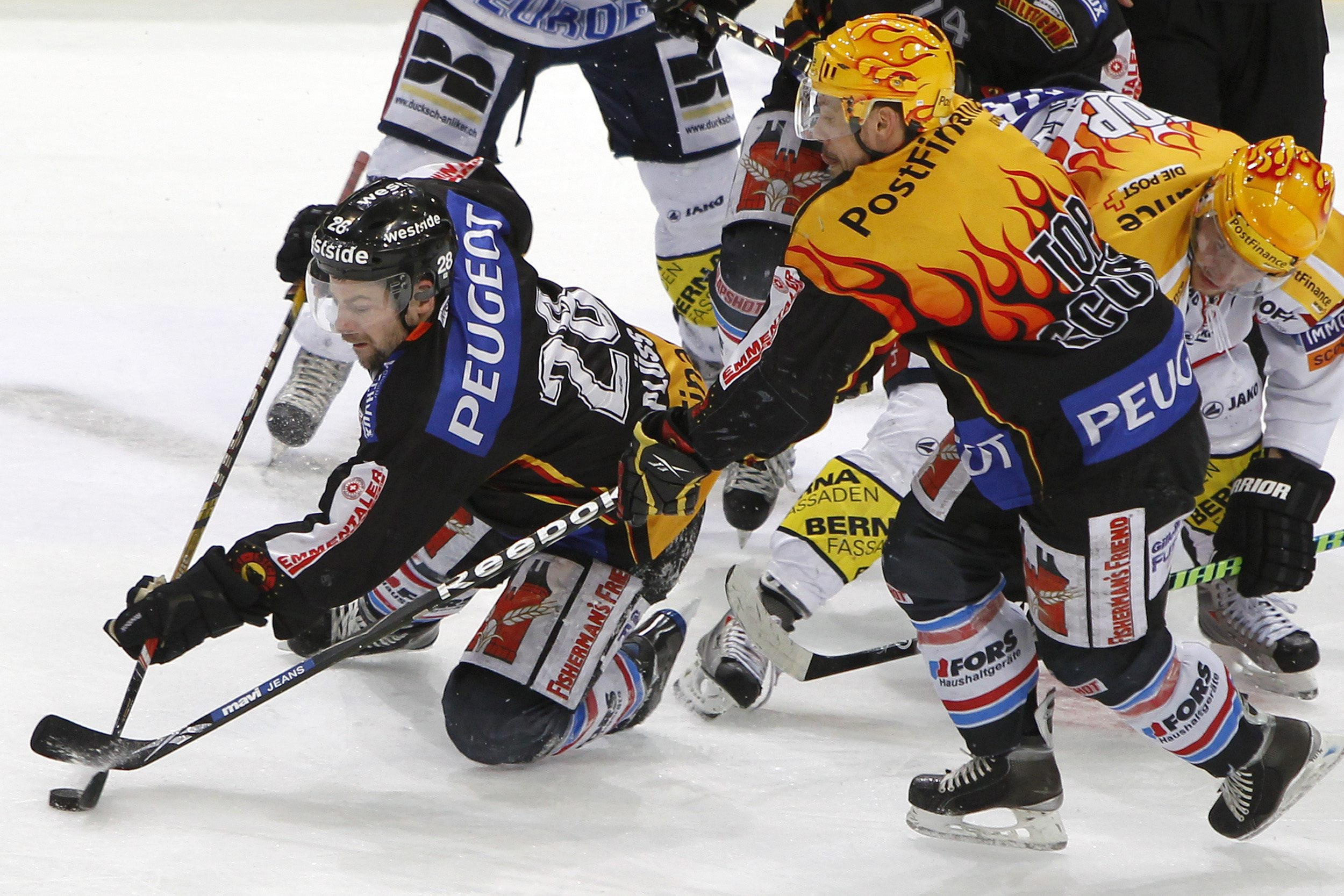
Ivo Rüthemann, le PostFinance Top Scorer du champion de Suisse 2009-2010, le CP Berne.

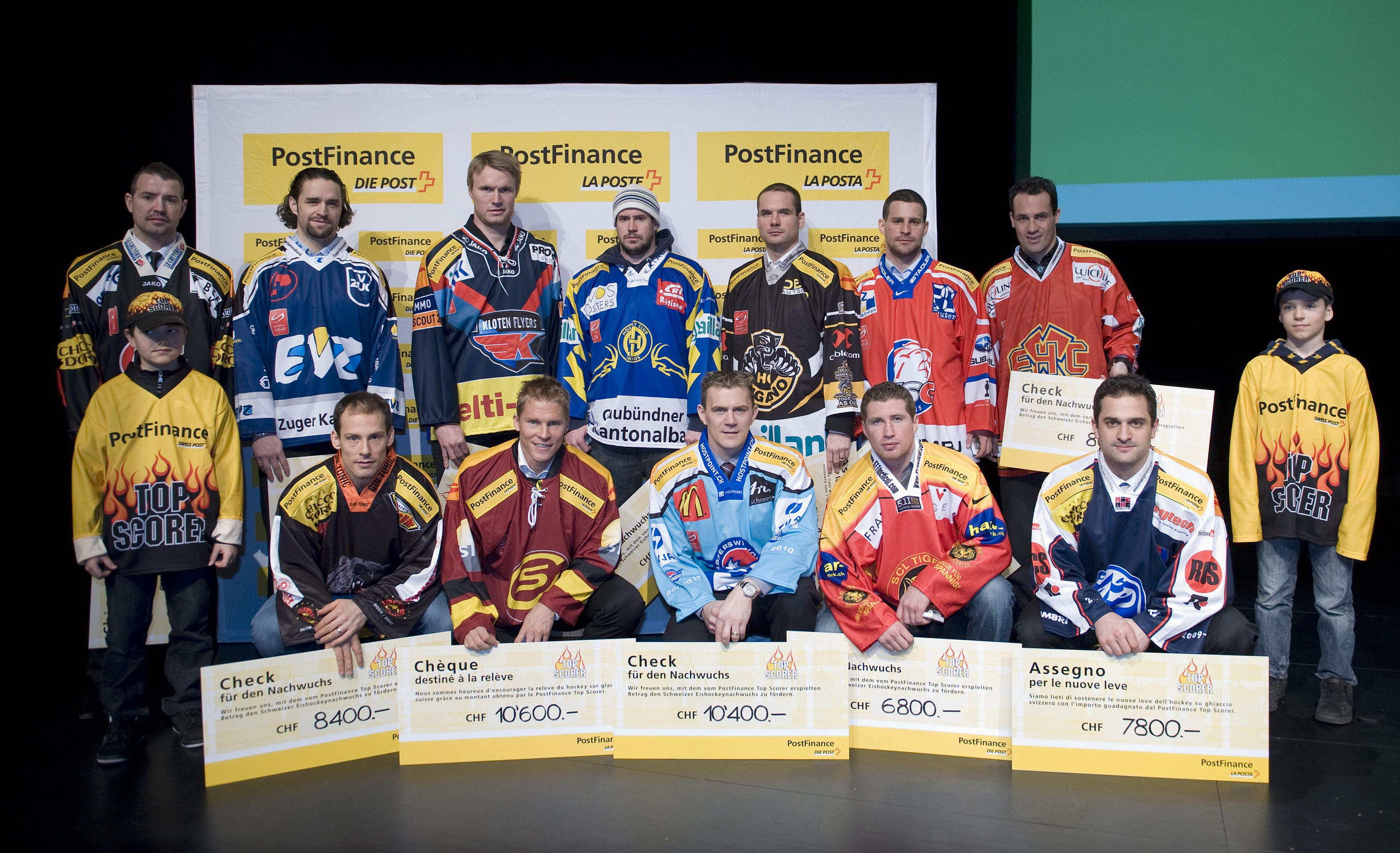
Les douze Top Scorers de National League A lors de la cérémonie organisée à l’issue de la saison 2009-2010.

Le titre de PostFinance Top Scorer est un titre honorifique du championnat de Suisse de hockey sur glace.

## Déroulement
Dans les deux ligues majeures du hockey sur glace suisse, la LNA et la LNB, le titre de PostFinance Top Scorer est décerné à la fin de la saison au joueur ayant comptabilisé le plus grand nombre de points (buts et assists) pour son équipe durant la saison régulière.
Lors des rencontres de championnat, le Top Scorer de chaque club porte un casque jaune et un maillot en partie jaune, ornés tous deux de flammes.
Au terme du tour de qualification, le meilleur compteur de la LNA est couronné « PostFinance Top Scorer de National League A / B ».

## But
Le programme «PostFinance Top Scorer» lancé par PostFinance lors de la saison 2002-2003 vise à apporter un soutien direct et durable à la relève du hockey sur glace suisse.
Pour chaque point comptabilisé par le PostFinance Top Scorer de l’équipe fanion, le mouvement junior du club reçoit la somme de CHF 200 en LNA et de CHF 100 en LNB.
PostFinance alloue un montant équivalent à la Swiss Ice Hockey Federation pour les équipes nationales juniors. Les clubs ainsi que la Swiss Ice Hockey Federation sont tenus de consacrer à la promotion des espoirs et à la formation des juniors l’intégralité des primes versées à l’enseigne du programme «PostFinance Top Scorer».
Depuis son lancement en 2002, ce programme financé par PostFinance a permis d’allouer 4 millions de CHF à la relève du hockey sur glace suisse.

## Liste des vainqueurs du prixPostfinance Top Scorer
| Saison    | Nom                  | Club               | Points | CHF    |
| --------- | -------------------- | ------------------ | ------ | ------ |
| 2002-2003 | Petteri Nummelin     | HC Lugano          | 57     | 11 400 |
| 2003-2004 | Ville Peltonen       | HC Lugano          | 72     | 14 400 |
| 2004-2005 | Randy Robitaille     | ZSC Lions          | 67     | 13 400 |
| 2005-2006 | Glen Metropolit      | HC Lugano          | 66     | 13 200 |
| 2006-2007 | Simon Gamache        | CP Berne           | 66     | 13 200 |
| 2007-2008 | Erik Westrum         | HC Ambrì-Piotta    | 72     | 14 400 |
| 2008-2009 | Juraj Kolník         | Genève-Servette HC | 72     | 14 400 |
| 2009-2010 | Randy Robitaille     | HC Lugano          | 65     | 13 000 |
| 2010-2011 | Glen Metropolit      | EV Zoug            | 53     | 10 600 |
| 2011-2012 | Damien Brunner       | EV Zoug            | 60     | 12 000 |
| 2012-2013 | Linus Omark          | EV Zoug            | 69     | 13 800 |
| 2013-2014 | Matthew Lombardi     | Genève-Servette HC | 50     | 10 000 |
| 2014-2015 | Fredrik Pettersson   | HC Lugano          | 69     | 13 800 |
| 2015-2016 | Pierre-Marc Bouchard | EV Zoug            | 67     | 13 400 |
| 2016-2017 | Mark Arcobello       | CP Berne           | 55     | 11 000 |